# آپرامایسین
آپرامایسین(به انگلیسی: Apramycin) (همچنین با نام نبرامایسین II شناخته می‌شود.) یک  آنتی بیوتیک آمینوگلیکوزیدی است که در دامپزشکی مورد استفاده قرار می‌گیرد. این ماده توسط Streptomyces tenebrarius تولید می‌شود.
از آپرامایسین برای درمان عفونت‌های باکتریایی ناشی از اشرشیا کولی، کلبسیلا پنومونیه و سودوموناس آئروژینوزا در حیوانات استفاده می‌شود. 